# Eduard von Harnier
Eduard von Harnier (* 23. Juli 1829 in Frankfurt am Main; † 1. September 1917 ebenda) war ein deutscher Rechtsanwalt und Synodaler in Frankfurt am Main.

## Leben und Beruf
Eduard von Harnier, Sohn des späteren Senators und Bürgermeisters Eduard Ludwig von Harnier, studierte nach dem Abitur Rechtswissenschaft in Friedrich-Wilhelms-Universität zu Berlin und der Georg-August-Universität Göttingen. Im Wintersemester 1848/49 wurde er Mitglied der Burschenschaft Hannovera Göttingen. Als junger Student hatte er in den Semesterferien einen unmittelbaren Eindruck von den Ereignissen um die Frankfurter Nationalversammlung und lernte im Hause seines Vaters bedeutende Parlamentarier, z. B. Heinrich von Gagern, Felix Fürst Lichnowsky, Ernst Moritz Arndt und Ludwig Uhland, sowie den Reichsverweser Johann Erzherzog von Österreich persönlich kennen. 
Da sein Vater hohe Ämter bei der Stadt Frankfurt am Main bekleidete, war es ihm aus Rechtsgründen versagt, in die dortige Verwaltung einzutreten. So ließ er sich 1851 nach Ausbildungsabschluss und Promotion zum Dr. jur. als Rechtsanwalt nieder. Seine Praxis florierte, und er vertrat im Laufe der Jahre viele bekannte Persönlichkeiten, auch Otto von Bismarck in einer zivilrechtlichen Angelegenheit, als dieser preußischer Gesandter beim Deutschen Bund war. Mehrere Reisen führten Eduard von Harnier nach Frankreich und England. Ehrenamtlich war er in etlichen gemeinnützigen Vereinen und Komitees in Frankfurt tätig, z. B. zur Armenpflege, zur Stiftung Blindenanstalt, zur Errichtung eines neuen Börsengebäudes und in der Polytechnischen Gesellschaft. Das Hospital zum Heiligen Geist beriet er jahrelang in juristischen Fragen. 
Wie seine Vorfahren, die aus der Wallonie stammten und zu den Hugenotten zählten, gehörte er der Französisch-reformierten Kirche an. Über 50 Jahre war er Presbyter der Französisch-reformierten Kirche, die er als Präses wiederholt leitete. Zudem war er seit 1893 Assessor am Frankfurter reformierten Konsistorium, das 1899 aufgelöst wurde. An mehrmaligen Änderungen der hochkomplizierten Kirchenverfassungen innerhalb der Stadt Frankfurt wirkte er maßgeblich mit. In der neuen evangelisch-reformierten Stadtsynode war er von Beginn an im Jahre 1899 Mitglied und führte von 1904 bis 1912 den Vorsitz. Ebenso gehörte er der daneben bestehenden Vereinigten lutherischen und reformierten Stadtsynode von 1899 bis 1914 an und war von 1908 bis 1912 deren Vorsitzender.

## Ehrungen
- 1886 Hausorden vom Weißen Falken
- 1901 Roter Adlerorden 3. Klasse mit der Schleife
- 1904 Geheimer Justizrat
- 1911 Kronenorden (Preußen) 2. Klasse